# Torneo masculino de béisbol en los Juegos Panamericanos de 1971
El béisbol en los Juegos Panamericanos de 1971 estuvo compuesto por un único evento masculino, se disputó en Cali, Colombia del 13 de julio] al 9 de agosto de 1971, en este torneo Cuba reconquistó el título obtenido en 1963 ganando así su segundo oro además de hacerlo de forma invicto con 8 victorias y 0 derrotas. Colombia ganó su primera medalla.

## Equipos participantes
- Canadá(CAN)
- Colombia(COL)
- Cuba(CUB)
- Estados Unidos(USA)
- México(MEX)
- Nicaragua(NIC)
- Puerto Rico(PUR)
- República Dominicana(DOM)
- Venezuela(VEN)

## Resultados
La disputó una fase única en el torneo.